# Piz Lad
Der Piz Lad ([ˌpitsˈlat]ⓘ, auch Piz Lat, rätoromanisch im Idiom Vallader für «breiter Gipfel», 2808 m s.l.m.) ist ein Gipfel der Sesvennagruppe und markiert den nördlichen Endpunkt dieses Gebirgsteils. Er liegt oberhalb des Inntals im Westen und des Reschenpasses im Osten, im Südosten befindet sich der Reschensee. Der Berg fällt nach Norden und zum Inntal hin recht schroff ab, zum Reschensee zeigt er eine nur mäßig geneigte Flanke. 

Der Gipfel selbst liegt an der Grenze zwischen Italien und der Schweiz bzw. der Autonomen Provinz Bozen – Südtirol und dem Kanton Graubünden. Ungefähr 750 Meter nördlich des Gipfels befindet sich auf einer Höhe von 2180 m das Dreiländereck zu Österreich bzw. zum Bundesland Tirol (Nordtirol).
Der einfachste Anstieg führt von Reschen über die Reschener Alm (2020 m) auf markiertem Steig. Das Gipfelkreuz befindet sich am nordöstlichen Ende des Grats auf einer Höhe von 2784 m, im recht ebenen Gratverlauf nach Südwesten befinden sich zwei weitere annähernd gleich hohe Erhebungen, von denen die weiter südwestlich gelegene den höchsten Punkt markiert. Der Weg ist bis zur Reschener Alm befahrbar, von dort sind es 2½ Stunden zum Gipfel. Der aussichtsreiche Berg wird recht häufig besucht und ist auch als Skitour beliebt.

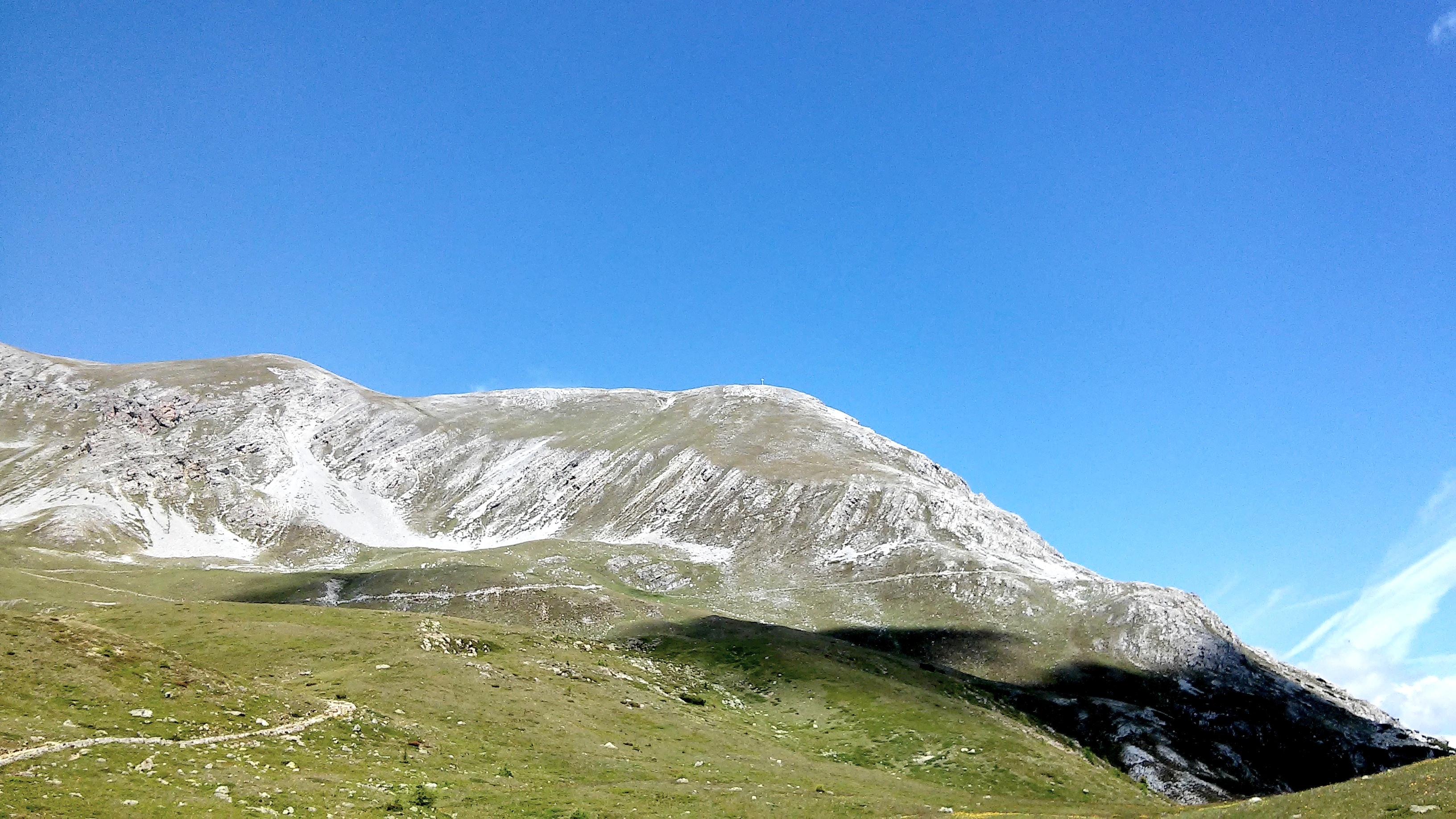
Normalweg zum Piz Lad
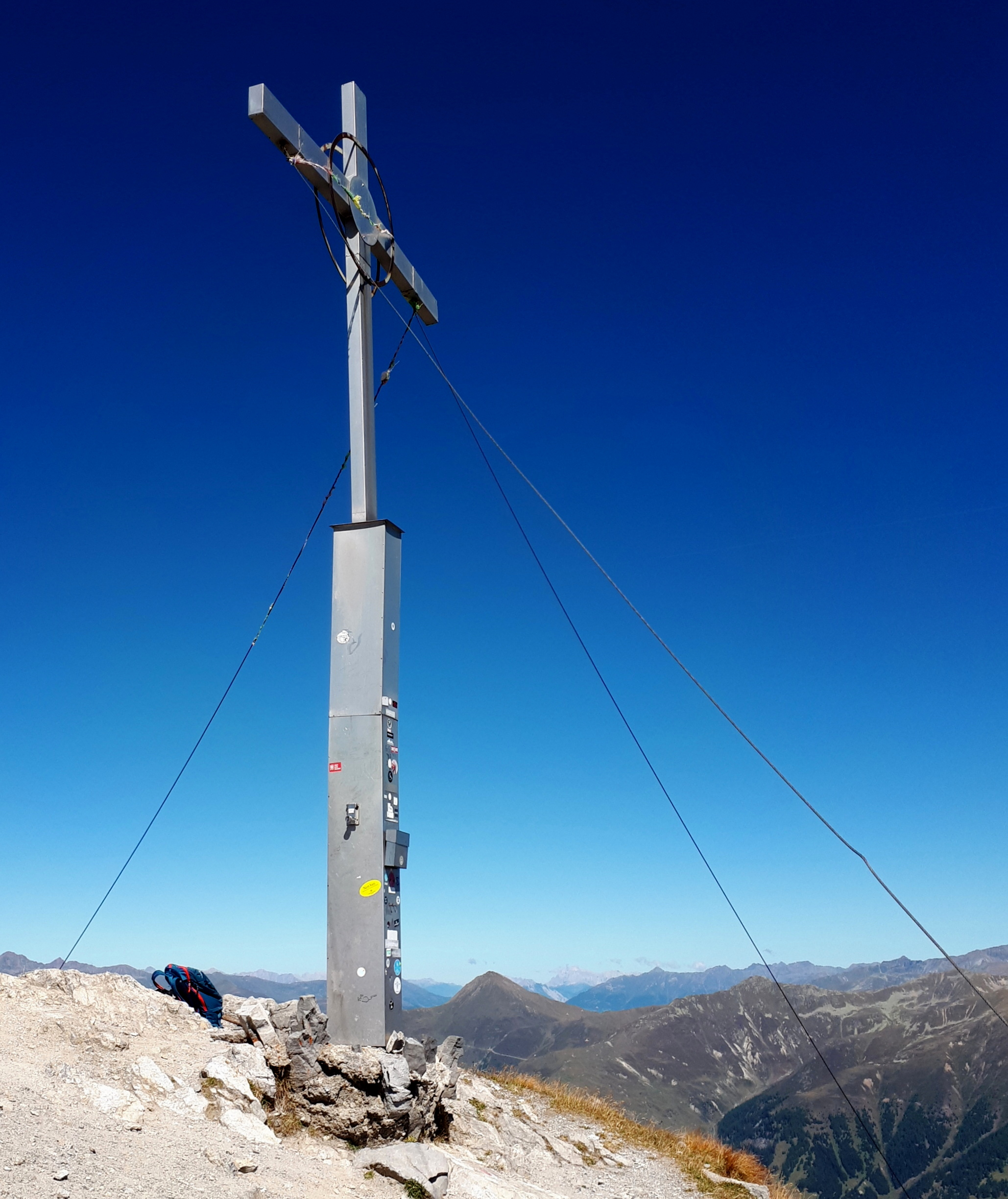
Gipfelkreuz
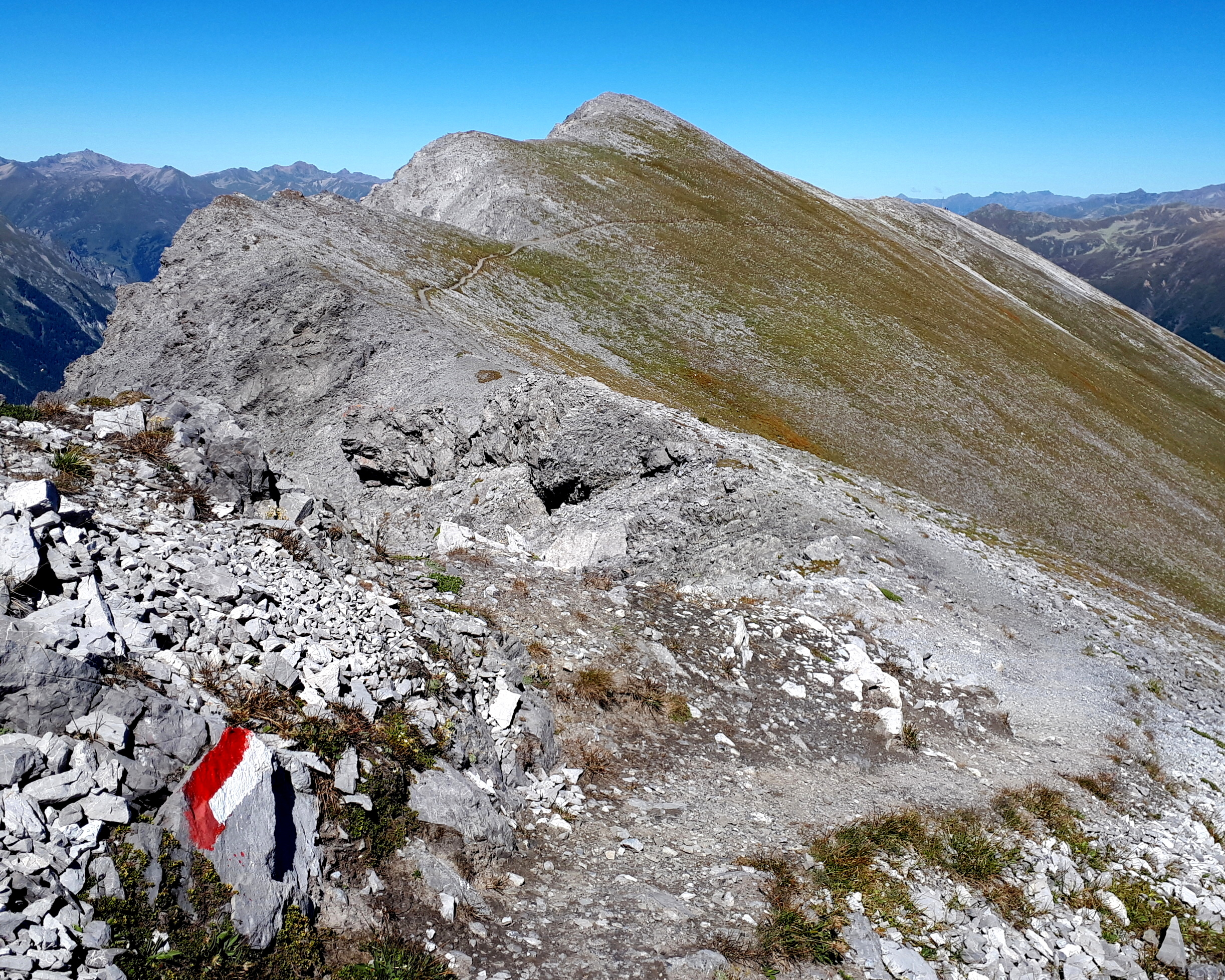
Höhengratweg